# Laigné
Laigné è un comune francese di 853 abitanti situato nel dipartimento della Mayenne nella regione dei Paesi della Loira.
I 1º gennaio 2018 confluisce, col comune di Ampoigné, nel nuovo comune di Prée-d'Anjou.

## Società

### Evoluzione demografica
Abitanti censiti